# Di tutti e di nessuno
Di tutti e di nessuno è un romanzo della scrittrice e  musicista italiana Grazia Verasani pubblicato nel 2009. È il terzo libro dove compare il personaggio di Giorgia Cantini.  

## Trama
Giorgia quarantenne investigatrice privata di Bologna si occupa di piccole indagini, soprattutto squallidi tradimenti, ma stavolta cerca di far tornare alla normale vita di diciottenne la liceale Barbara. Nel frattempo una sua vecchia conoscenza, Franca detta vent'anni prima la "ragazza dei rospi", viene trovata uccisa in un parco. 

## Edizioni
- Di tutti e di nessuno, Universale Economica Noir, Feltrinelli, 2009,  p. 224, ISBN 978-88-07-72390-2.
- Di tutti e di nessuno, Kowalski, 2009,  p. 240, ISBN 978-88-7496-682-0.